# Cladosporium brevicatenulatum
Cladosporium brevicatenulatum är en svampart som beskrevs av Rebrik. & Sizova 1978. Cladosporium brevicatenulatum ingår i släktet Cladosporium och familjen Davidiellaceae.   Inga underarter finns listade i Catalogue of Life.